# Yoren de Smet
Yoren de Smet (* 23. November 1994 in Löwen) ist ein belgischer Eishockeyspieler, der seit 2020 erneut bei den Bulldogs de Liège unter Vertrag steht und in der belgisch-niederländischen BeNe League spielt.

## Karriere
Yoren de Smet begann seine Karriere in Finnland beim East Hockey Club, in dessen C-Jugend-Mannschaft er spielte. 2011 kehrte er in seine Heimatstadt Leuven zurück, wo er für den IHC Leuven in der belgischen Ehrendivision spielte und in der Spielzeit 2011/12 auch am belgisch-niederländischen North Sea Cup teilnehmen. 2013 gewann er mit den Chiefs den belgischen Meistertitel. Trotz dieses Erfolgs verließ er den IHC und schloss sich den Bulldogs de Liège an. Mit dem Team aus Lüttich gewann er 2014 erneut den Meistertitel und zusätzlich auch den nationalen Pokalwettbewerb. Nachdem er 2014/15 bei Tottenham Steam in Kanada in der Juniorenliga GMHL verbracht hatte, kehrte nach Lüttich zurück und spielt mit den Bulldoggen seither – unterbrochen von einem Jahr beim niederländischen Ligakonkurrenten Eaters Geleen – in der neugegründeten BeNe League. 2018 wurde er mit dem Klub erneut belgischer Pokalsieger und 2023 und 2024 gewann er die BeNe League.

### International
Für Belgien nahm de Smet im Juniorenbereich an den U18-Weltmeisterschaften 2011 in der Division II und 2012 in der Division III, als er als Topscorer und bester Vorbereiter des Turniers maßgeblich zum sofortigen Wiederaufstieg in die Division II beitrug und so auch zum besten Spieler seiner Mannschaft gewählt wurde, sowie den U20-Weltmeisterschaften 2013 in der Division II und 2014 in der Division III teil. Bei der U20-WM 2014 fungierte er als Mannschaftskapitän des belgischen Nachwuchses.
Für die Herren-Nationalmannschaft spielte de Smet bei den Weltmeisterschaften 2015, 2016, 2017, 2018, 2022 und 2024, als er mit der besten Plus/Minus-Bilanz des Turniers auch zum besten Spieler seiner Mannschaft gewählt wurde, in der Division II.

## Erfolge und Auszeichnungen
- 2012 Aufstieg in die Division II, Gruppe B, bei der U18-Weltmeisterschaft der Division III, Gruppe A
- 2012 Topscorer und bester Vorbereiter bei der U18-Weltmeisterschaft der Division III, Gruppe A
- 2013 Belgischer Meister mit dem IHC Leuven
- 2014 Aufstieg in die Division II, Gruppe B, bei der U20-Weltmeisterschaft der Division III
- 2014 Belgischer Meister und Pokalsieger mit den Bulldogs de Liège
- 2018 Belgischer Pokalsieger mit den Bulldogs de Liège
- 2023 Gewinn der BeNe League mit den Bulldogs de Liège
- 2024 Gewinn der BeNe League mit den Bulldogs de Liège
- 2024 Aufstieg in die Division II, Gruppe A, bei der Weltmeisterschaft der Division II, Gruppe B
- 2024 Beste Plus/Minus-Bilanz bei der Weltmeisterschaft der Division II, Gruppe B

## Statistik
(Stand: Ende der Spielzeit 2023/24)